# Frentani

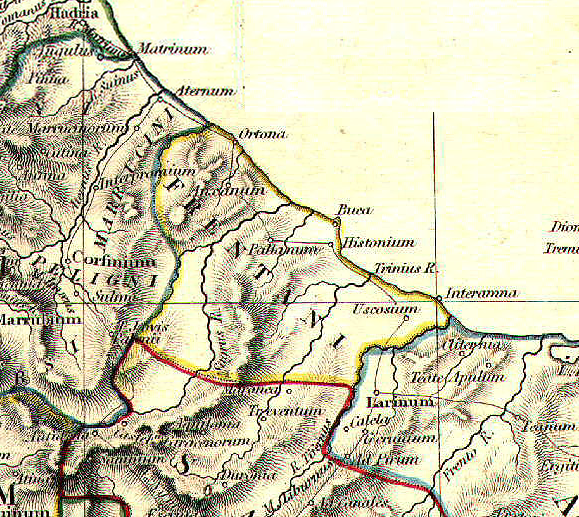
Il territorio dei Frentani secondo l'Historical Atlas, all'estremità settentrionale dell'antico Sannio

I Frentani erano un antico popolo italico di lingua osca, strettamente affine ai Sanniti, insediato sulla regione costiera adriatica centrale, tra le foci dei fiumi Sangro e Fortore, negli attuali Abruzzo sud-orientale e nel basso Molise. Entrati in conflitto con la Repubblica romana alla fine del IV secolo a.C., furono indotti dall'evidente supremazia dell'esercito romano a unirsi in alleanza con Roma, accettando una condizione di chiara subordinazione, non senza prima però resistere a lungo e battersi in diversi scontri (le tre guerre sannitiche), con esiti inizialmente a favore dei Frentani. I Sanniti  riunitisi, infatti, furono l'ultimo popolo italico a cadere per mano romana, dopo una lunga resistenza. Ad ogni modo, conservarono a lungo un certo margine di autonomia interna fino a quando, nel I secolo a.C., l'estensione a tutti gli Italici della cittadinanza romana, decisa in seguito alla guerra sociale alla quale avevano preso parte anche i Frentani, accelerò il processo di romanizzazione del popolo, che fu rapidamente inquadrato nelle strutture politico-culturali di Roma.

## Etnonimo
L'etnonimo "Frentani" non è di origine osco-umbra, ed è quindi stato assunto sul posto dal popolo al momento dell'insediamento, se endoetnonimo, o utilizzato per riferirsi a esso conservando un termine più antico, se esoetnonimo. "Frentani", da *Frentrani, deriva da Frentrum, il nome locale della loro capitale. L'antica Anxanum (demotico Anxates e Anxani) fu capoluogo dei Frentani, e corrisponde con elevata probabilità alla Frentrum osca. Successivamente fu notevole municipio romano, cui diede importanza il vicino porto di Ortona, distante 11 miglia, e compreso, dapprima, nel territorio di Anxano, distaccatosene poi, forse durante l'impero.

## Storia

### Le origini e il territorio
Genti osco-umbre penetrarono in Italia nella seconda metà del II millennio a.C., probabilmente intorno al XII secolo a.C.. Non è noto il momento esatto in cui una frazione sannitica si stabilì nella parte inferiore delle valli adriatiche, tra quella del Sangro e quella del Biferno; è possibile che tale processo fosse già avvenuto agli inizi del I millennio a.C.. Fu già in quest'area, comunque, che si cristallizzò il gruppo che sarebbe emerso storicamente come Frentani, ricordato anche da Strabone. Alle alture situate presso la sede storica dei Frentani è stato perciò attribuito, in epoca moderna, il nome di Monti dei Frentani.
Le fonti antiche fanno seguire, nel territorio considerato, agli insediamenti di genti pre-indoeuropee risalenti al Neolitico, all'Eneolitico e all'Età del bronzo, il contributo di popolazioni di origine pelasgica e illirica arrivate via mare alla fine del II millennio a.C., e infine l'insediamento di popolazioni italiche del gruppo dei Sanniti agli inizi del I millennio a.C., secondo la ricostruzione del Romanelli: «Altra provenienza si dà a' Frentani nel libro delle origini Italiche attribuite a Catone, che si ripete da' popoli della Liburnia, e della Dalmazia. Della emigrazione di questi popoli dalle loro sedi patrie, e del loro stabilimento nell'opposta riva dell'Adriatico fanno fede non pochi autori. Attestò Plinio, che i Liburni avevano occupato tutto il tratto dell'agro Palmense, Pretuziano, ed Adriano, ma che al suo tempo delle città Liburne non rimaneva altra in Italia, che solamente Truentum alla riva del fiume collo stesso nome. Il medesimo autore delle origini soggiunse, che i Liburni furono poi cacciati da queste contrade da' Tusci, e ne riportò per monumento il nome di Larinum città Frentana dal tema etrusco Lar, che significa princeps. Io son d'avviso però, che i popoli indigeni di tutto questo paese, qualunque sia stata la loro origine rimota, fossero stati della razza degli Osci».
Anxanum (Lanciano), fu capoluogo dei Frentani e molto probabilmente corrisponde alla Frentrum osca, altri loro centri erano Larinum (Larino), Hortona (Ortona), Histonium (Vasto), Usconium (Guglionesi), Interamna Frentanorum (forse presso Termoli, forse presso Guglionesi) Arx Calela (presso Casacalenda). Si sono inoltre conservati i nomi di alcune città del tutto scomparse o d'incerta ubicazione: Buca (ubicata da Mommsen, Strabone e Tolomeo in Termoli, mentre da Plinio ubicata a Punta Penna nel vastese, Cliternia Frentana (Nuova Cliternia), Geronio (o Gerione o Geriunum), Civitas Saretina e Urbs Frentana.

### I rapporti con Roma

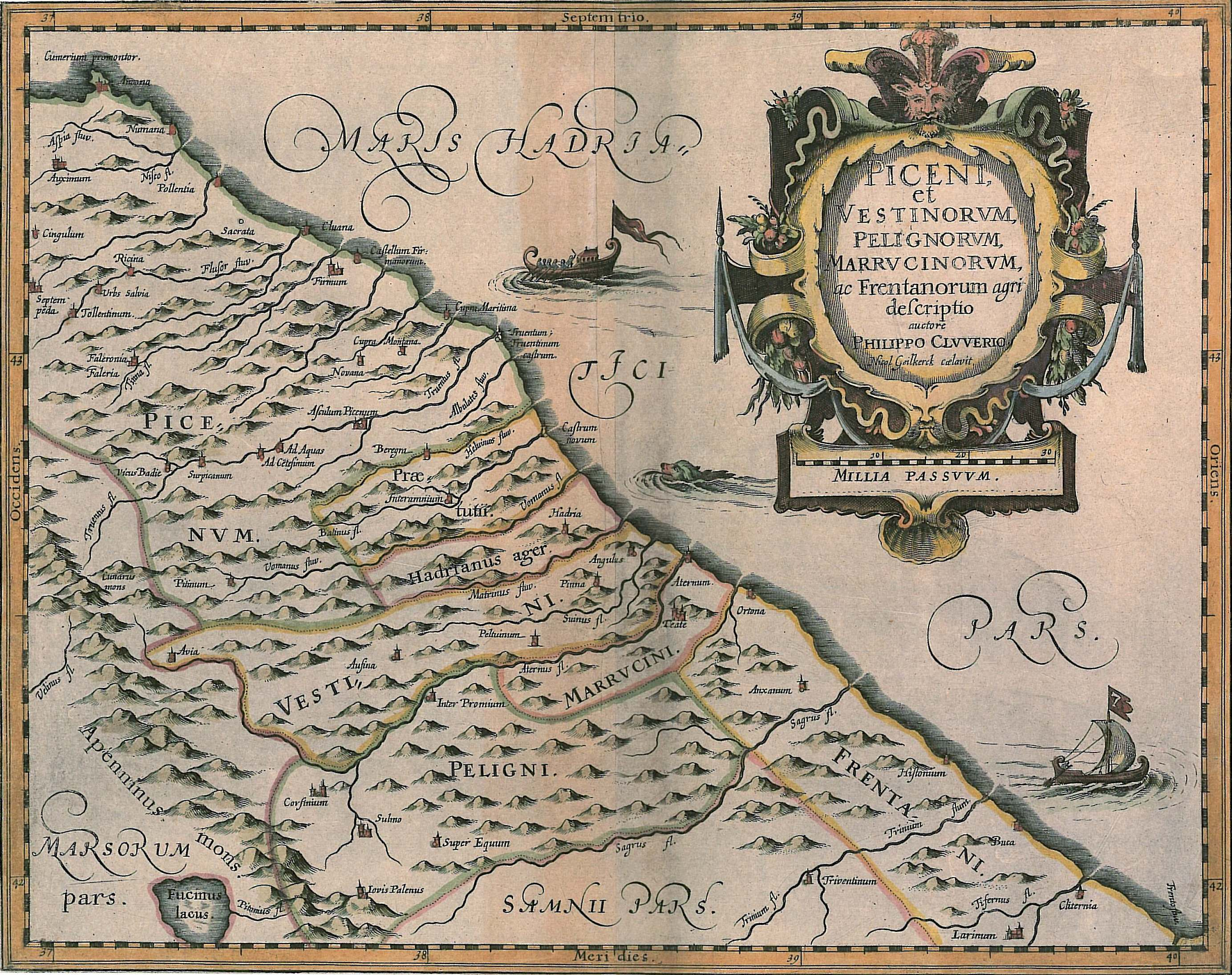
Piceni et Vestinorum, Pelignorum, Marrucinorum; ac Frentanorum agri descriptio, 1624 - Filippo Cluverio

#### IV secolo a.C.
Popolazione di ceppo e lingua sannitica, i Frentani furono coinvolti nella serie di conflitti che, tra IV e III secolo a.C., opposero i Sanniti e numerosi altri popoli italici alla Repubblica romana, allora in una fase di forte espansione in Italia. Roma aveva legato a sé i Frentani in un'alleanza durante le prime fasi della Seconda guerra sannitica; il loro territorio era attraversato da una fondamentale via di comunicazione verso l'Apulia, il cui accesso era stato garantito a Roma nel 325 a.C.; nemmeno una ribellione frentana, presto rientrata, mise in seria discussione l'alleanza, tanto che, quando nel 315 a.C. i Sanniti passarono all'offensiva, non poterono contare sull'appoggio attivo dei Frentani, stanziati a ridosso del confine settentrionale del Sannio.
Nel 304 a.C., dopo la grave disfatta subita dagli Equi per opera dei Romani guidati dai consoli Publio Sempronio Sofo e Publio Sulpicio Saverrione, i Frentani, come i loro vicini Peligni, Marrucini e Marsi, inviarono ambasciatori a Roma per chiedere un'alleanza, che fu loro concessa attraverso un trattato. Alla conclusione della Seconda guerra sannitica, quindi, i Frentani risultarono politicamente sottratti all'influenza sannitica e ormai parte dell'orbita romana, elemento di un sistema di alleanze che faceva del Sannio indipendente una regione accerchiata da Roma.

#### III secolo a.C.
La romanizzazione dei Frentani fu graduale. Dopo il trattato del 304 a.C., conservarono ampi margini di autonomia interna come popolo alleato e non già sottomesso; la loro politica, tuttavia, non entrò mai in contrasto con quella di Roma. Larinum aveva uno status a sé, Stato indipendente distinto da quello della totalità dei Frentani, com'è attestato dalla numismatica.
A differenza di altri popoli osco-umbri, dopo la sottomissione rimasero fedeli a Roma in occasione delle Guerre pirriche, nelle quali cadde il generale romano di origine frentana Oplacus. I Frentani combatterono poi al fianco di Roma alla seconda guerra punica partecipando nel 225 a.C. a un contingente di cavalleria di quattromila armati insieme a Marrucini, Marsi e Vestini.

#### II-I secolo a.C.
Dopo un lungo periodo di tranquillità, durante il quale le fonti storiche non ricordano i Frentani, agli inizi del I secolo a.C. appaiono tra i membri della vasta coalizione di popoli italici che scatenò la Guerra sociale per ottenere la concessione della cittadinanza romana più volte negata (91-88 a.C.). L'esercito italico, ripartito in due tronconi - uno sabellico guidato dal marso Quinto Poppedio Silone, l'altro sannitico affidato a Gaio Papio Mutilo - contava contingenti di numerosi popoli; quello frentano, inquadrato nella frazione sabellica, era guidato da Mario Egnazio.
Egnazio riuscì a prendere per tradimento Venafrum, dove sterminò due interi manipoli romani, ma infine i Frentani vennero battuti separatamente da Gaio Cosconio che, sconfitto Egnazio, poté attraversare il territorio frentano e soccorrere l'esercito romano impegnato più a sud. La generale vittoria di Roma sui socii ribelli culminò nella presa di Ascoli da parte di Gneo Pompeo Strabone. Nonostante il tradimento di Egnazio, i Frentani furono celebrati da Silio Italico per la loro rettitudine, come ricorda Romanelli: «Questa costanza mostrata da' Frentani in mezzo a' disastri della guerra li caratterizzò, come gente incapace a mancar di fede. Fu questo l'elogio, che ne' fece Silio»:
(Silio Italico, Punica, XV)
Dopo la Guerra sociale la Lex Julia de civitate, che concedeva la cittadinanza romana a tutti gli Italici rimasti fedeli a Roma, fu progressivamente estesa anche ai popoli ribelli, tra i quali i Frentani. I loro territori furono intensamente colonizzati, soprattutto nell'epoca di Silla. Ottenuta la cittadinanza, i popoli sabellici furono incorporati nelle tribù romane: i Frentani, con i Marrucini, furono iscritti nella gens Arnensis. A partire da allora la romanizzazione degli Italici si avviò rapidamente a compimento, come attesta la rapida scomparsa delle loro lingue, sostituite dal latino.

## Economia
L'economia dei Frentani era basata sulle risorse primarie offerte dal territorio, come la pastorizia transumante e l'agricoltura, ma non estranea ai commerci coi naviganti greci che attraversavano l'Adriatico.
Il principale emporio commerciale, che sfruttava anche la vicinanza allo sbocco a mare di Ortona, era Anxanum, ovvero Lanciano, stazione di sosta dei traffici durante il passaggio lungo il tratturo, verso sud. Molte ceramiche, di cui Anxanum era produttrice ed esportatrice (le "nundinae" citate da Plinio il Vecchio), ed importatrice, sono state trovate in scavi sul territorio, e sono state conservate nel museo civico archeologico. L'attività della ceramica perdurò anche nell'epoca bizantina (VI secolo d.C), come dimostrano rinvenimenti nel territorio tra Lanciano, Ortona e Crecchio.

## Lingua
Al pari dei Sanniti, i Frentani nel I millennio a.C. parlavano la lingua osca, appartenente al ceppo osco-umbro delle lingue indoeuropee, testimoniata nella loro regione da un ristretto corpus di iscrizioni in alfabeto osco. In seguito alla romanizzazione, adottarono tanto la lingua quanto l'alfabeto dei Latini.

### Fonti primarie
- Appiano Alessandrino, Storia romana
- Tito Livio, Ab Urbe condita libri
- Plinio il Vecchio, Naturalis Historia
- Polibio, Storie
- Silio Italico, Punica
- Strabone, Geografia

### Letteratura storiografica
- Giacomo Devoto, Gli antichi Italici, 2ª ed., Firenze, Vallecchi, 1951.
- Giuseppe Micali, Storia degli antichi popoli italiani, 2ª ed., Milano, 1836.
- Domenico Romanelli, Antica topografia istorica del Regno di Napoli[collegamento interrotto], Napoli, Stamperia reale, 1819,  pp. Parte III, sezione VII.. URL consultato il 6 marzo 2009.
- Francisco Villar, Gli Indoeuropei e le origini dell'Europa, Bologna, Il Mulino, 1997, ISBN 88-15-05708-0.

### Contesto storico generale
- Osco-umbri
  - Marrucini
  - Peligni
  - Sanniti
  - Vestini
- Lingue osco-umbre
  - Lingua osca

### Rapporti con Roma
- Guerra sociale
- Guerre sannitiche
- Oplacus
- Regio IV Samnium